# 목면 (청양군)
목면(木面)은 대한민국 충청남도 청양군의 면이다.

## 소개
청동기 시대부터 사람들이 정착하기 시작하였으며 백제시대에는 열기현에 속하였고 신라시대에는 열성현으로 고려시대에는 정산현, 조선 말엽(고종 32년, 1895년) 현을 군으로 고쳐 정산군 목동면이라 하였으며 일제 강점기의 행정 구역 개편에 따라 목면이라 칭하였다.
목면은 충청남도의 중앙부, 청양군의 동북쪽에 위치하고 있다. 동쪽으로는 안양천, 용봉천, 어천을 접하여 공주시 우성면과 경계에 있고 동남쪽으로는 금강을 경계로 공주시 이인면과 탄천면을 접하고 있다. 북서쪽으로는 미궐산과 계봉산의 능선을 따라 정산면 남천리, 해남리, 백곡리와 접하고 군도를 따라 광생리, 덕성리, 학암리와 접해 있으며 서남쪽으로는 앵봉산의 능선을 따라 청남면과 접해 있다. 목면은 동서 길이가 6.3km, 남북 길이가 9.5km에 달하며 지형의 대부분이 100~300m 내외의 구릉성 산지로 형성되어 있다.

## 행정 구역
- 대평리
- 본의리
- 송암리
- 신흥리
- 안심리
- 지곡리
- 화양리